# ترافيس غانونغ
ترافيس غانونغ (بالإنجليزية: Travis Ganong)‏ هو متزحلق جبال الألب أمريكي، ولد في 14 يوليو 1988 في تروكي في الولايات المتحدة.

## وصلات خارجية
- ترافيس غانونغ على موقع الاتحاد الدولي للتزلج (التزلج على المنحدرات الثلجية) (الإنجليزية)
- ترافيس غانونغ على موقع أوليمبيديا (الإنجليزية)